# Hiromichi Kumazawa
Hiromichi Kumazawa (熊沢 寛道), surnommé l'empereur Kumazawa, né le 18 décembre 1889 à Nagoya et décédé à l'âge de 76 ans le 11 juin 1966, est un homme d'affaires et prêtre bouddhiste japonais qui contesta publiquement la légitimité sur le trône de la lignée de l'empereur Hirohito dans les jours qui suivirent la fin de la Seconde Guerre mondiale. Il affirmait être le 19e descendant direct de l'empereur Go-Kameyama.
En 1946-1947, Hiromichi est le premier d'une série de dix-neuf personnes à se prétendre empereur légitime du Japon. En tant que descendant direct des empereurs de la Cour du Sud qui exista durant l'époque Nanboku-chō (1336-1392), il affirme que l'empereur Hirohito est un imposteur en faisant valoir que la lignée entière de celui-ci descend de la Cour du Nord. Malgré cela, il n'est pas arrêté pour crime de lèse-majesté, même quand il porte l'insigne impérial. Il produit un koseki (livret de famille) prouvant son lignage jusqu'à l'empereur Go-Daigo mais ses prétentions et sa rhétorique n'entraînent que de la sympathie publique.
Les revendications de Kumazawa restent toujours sans fondements.

## Source de la traduction
- (en) Cet article est partiellement ou en totalité issu de l’article de Wikipédia en anglais intitulé « Kumazawa Hiromichi » (voir la liste des auteurs).